# Піддатися спокусі
«Піддатися спокусі» (ісп. Caer en tentación) — мексиканський телесеріал 2017 року у жанрі драми та створений компанією Televisa. В головних ролях — Сільвія Наварро, Габріель Сото, Адріана Лув'є, Карлос Ферро. Перша серія вийшла в ефір 18 вересня 2017 року. Серіал має 1 сезон. Завершився 103-м епізодом, який вийшов у ефір 11 лютого 2018 року. Продюсер серіалу — Жизель Гонсалес. Серіал є адаптацією аргентинського серіалу «Кохання після кохання», 2017 року.

## Сюжет
Події відбувається у двох часових відрізках. У минулому Даміан і Кароліна зраджують своїм партнерам — Ракель і Сантьяго. У наші дні Сантьяго й Ракель дізнаються про їхні зради в результаті несподіваного і трагічного випадку.

## Актори та ролі
| Актор                  | Роль                              |
| ---------------------- | --------------------------------- |
| Сільвія Наварро        | Ракель Коен Насер де Беккер       |
| Габріель Сото          | Даміан Беккер Франко              |
| Адріана Лув'є          | Кароліна Рівас Трехо де Альварадо |
| Далекса Менесес        | Кароліна (мол.)                   |
| Карлос Ферро           | Сантьяго Альварадо Флорес         |
| Арат де ла Торре       | Андрес Беккер Ашер                |
| Джульєта Егуррола      | Міріам Франко                     |
| Беатріс Морено         | Ховіта                            |
| Ела Вельден            | Мія Беккер Коен                   |
| Еріка де ла Роса       | Аліна дель Вільяр                 |
| Джулія Урбіні          | Долорес «Лола» Альварадо Рівас    |
| Луз Рамос              | Лаура Гарсіа Хіменес де Годой     |
| Карлос Валенсія        | Вісенте Рівас Трехо               |
| Дейні                  | Вісенте (мол.)                    |
| Енок Леаньо            | Родольфо Руеда                    |
| Ірінео Альварес        | Антоніо Ібаньєс Лара              |
| Адальберто Парра       | Ігнасіо «Начо» Галіндо            |
| Луїс Фернандо Пенья    | Агустін Чавес                     |
| Анна Чоккетті          | Асусена                           |
| Хорхе Луїс Васкес      | Фернандо Годой Альба              |
| Мойсес Арісменді       | Крістіан                          |
| Ліз Гальярдо           | Габріела Ізагірре                 |
| Хосе Мануель Рінкон    | Ніколас «Ніко» Альварадо Рівас    |
| Херман Бракко          | Федеріко «Феде» Беккер Коен       |
| Франсіско Пісанья      | Хуан Дуран                        |
| П’єр Луї               | Бернардо «Бебо» Галіндо Перес     |
| Ігнасіо Тахан          | Мігель Вільєгас                   |
| Артуро Кармона         | Леонардо                          |
| Монсеррат Мараньон     | Ліза Авалос                       |
| Ксабіані Понсе де Леон | Хоакін                            |
| Джеррі Веласкес        | Даніель «Дені»                    |
| Алісія Запьєп          | Флоренсія Чавес                   |
| Фернандо Роблес        | Сальдівар                         |

## Сезони
| Сезон | Епізоди | Епізоди | Оригінальний показ | Оригінальний показ | Оригінальний показ |
| Сезон | Епізоди | Епізоди | Перший показ       | Останній показ     | Мережа             |
| ----- | ------- | ------- | ------------------ | ------------------ | ------------------ |
| 1     | 103     | 103     | 18 вересня 2017    | 11 лютого 2018     | Las Estrellas      |

## Аудиторія
| Країна трансляції | Сезон | Розклад       | Серії | Перший ефір          | Перший ефір | Останній ефір  | Останній ефір | Середній бал |
| Країна трансляції | Сезон | Розклад       | Серії | Дата                 | Дата        | Дата           | Дата          | Середній бал |
| ----------------- | ----- | ------------- | ----- | -------------------- | ----------- | -------------- | ------------- | ------------ |
| Мексика           | 1     | 21:15 — 22:15 | 103   | 18 вересня 2017 року | 3,6 млн.    | 11 лютого 2018 | 3,7 млн.      | 2,72 млн.    |
| США               | 1     | 22:00 — 23:00 | 93    | 16 жовтня 2017       | 1,595 млн.  | 2 березня 2018 | 1,959         | 1,341 млн.   |

## Версії
| Рік  | Країна     | Українська назва      | Оригінальна назва         | Кількість | Кількість | В головних ролях                                                    | Компанія                       | Канал     |
| Рік  | Країна     | Українська назва      | Оригінальна назва         | сезонів   | серій     | В головних ролях                                                    | Компанія                       | Канал     |
| ---- | ---------- | --------------------- | ------------------------- | --------- | --------- | ------------------------------------------------------------------- | ------------------------------ | --------- |
| 2017 | Аргентина  | Кохання після кохання | Amar después de amar      | 1         | 70        | Маріано Мартінес, Ізабел Маседо, Елеонора Векслер, Федеріко Амадор  | Telefe Contenidos              | Telefe    |
| 2018 | Ліван      | Танго                 | Tango (التانغو)           | 1         | 31        | Базель Хаят, Даніелла Рахме, Дана Мардіні, Бассем Мугньє            | Eagle Films                    |           |
| 2018 | Індія      | Без захисту           | Bepannah                  | 1         | 186       | Дженніфер Вінгет, Харшад Чопда                                      | Cinevistaas Limited            | Colors TV |
| 2019 | Іспанія    | Вузол                 | El nudo                   | 1         | 13        | Наталія Вербеке, Крістіна Плазас, Мікель Фернандес, Оріоль Таррасон | Diagonal TV, Antena 3          | Antena 3  |
| 2019 | Португалія | Кохання після кохання | Amar Depois de Amar       | 1         | 68        | Педро Ліма, Діна Фелікс да Кошта, Марія Жуан Піньо, Філіпе Варгас   | Plural Entertainment           | TVI       |
| 2019 | Греція     | Кохання після кохання | Eratos Meta (Έρωτας μετά) | 1         | 97        | Антоніс Карістінос, Євгенія Самара                                  | Ekome, Green Pixel Productions |           |

## Нагороди та номінації
| Рік  | Премія                       | Категорія                        | Номінант                                                      | Результат |
| ---- | ---------------------------- | -------------------------------- | ------------------------------------------------------------- | --------- |
| 2018 | Premios TVyNovelas 2018      | Найкращий серіал                 | Жизель Гонсалес                                               | Перемога  |
| 2018 | Premios TVyNovelas 2018      | Найкраща історія або екранізація | Леонардо Бечіні                                               | Перемога  |
| 2018 | Premios TVyNovelas 2018      | Найкраща акторка                 | Сільвія Наварро                                               | Номінація |
| 2018 | Premios TVyNovelas 2018      | Найкраща акторка                 | Адріана Лув'є                                                 | Номінація |
| 2018 | Premios TVyNovelas 2018      | Найкращий актор                  | Габріель Сото                                                 | Номінація |
| 2018 | Premios TVyNovelas 2018      | Найкраща акторка-злодійка        | Джульєта Егуррола                                             | Номінація |
| 2018 | Premios TVyNovelas 2018      | Найкращий актор-злодій           | Арат де ла Торре                                              | Номінація |
| 2018 | Premios TVyNovelas 2018      | Найкраща заслужена акторка       | Джульєта Егуррола                                             | Номінація |
| 2018 | Premios TVyNovelas 2018      | Найкращий заслужений актор       | Адальберто Парра                                              | Номінація |
| 2018 | Premios TVyNovelas 2018      | Найкращий актор-партнер          | Карлос Ферро                                                  | Перемога  |
| 2018 | Premios TVyNovelas 2018      | Найкраща молода акторка          | Ела Вельден                                                   | Перемога  |
| 2018 | Premios TVyNovelas 2018      | Найкращий молодий актор          | Херман Бракко                                                 | Перемога  |
| 2018 | Premios TVyNovelas 2018      | Найкраща акторка другого плану   | Джулія Урбіні                                                 | Перемога  |
| 2018 | Premios TVyNovelas 2018      | Найкращий актор другого плану    | Карлос Валенсія                                               | Номінація |
| 2018 | Premios TVyNovelas 2018      | Кращий режисер                   | Армандо Зафра, Луїс Родрігес, Ерік Моралес, Хуан Пабло Бланко | Перемога  |
| 2018 | Premios TVyNovelas 2018      | Кращий акторський склад          | Жизель Гонсалес                                               | Перемога  |
| 2018 | Premios TVyNovelas 2018      | Найкраща тематична пісня         | Пабло Альборан                                                | Перемога  |
| 2017 | TV Adicto Golden Awards 2017 | Найкращий серіал                 | Жизель Гонсалес                                               | Перемога  |